# Adrianne Curry
Adrianne Marie Curry (Joliet, 6 de Agosto de 1982) é uma modelo, atriz e produtora americana, mais conhecida por seu trabalho ao lado de Christopher Knight em My Fair Brady, além de ser a vencedora do primeiro ciclo do reality show America's Next Top Model.

## Filmografia

### Filmes
| Ano  | Título              | Papel       | Notas     |
| ---- | ------------------- | ----------- | --------- |
| 2005 | VH1 Big in 05       | Ela mesma   | Telefilme |
| 2006 | Fallen Angels       | Shell       |           |
| 2008 | Light Years Away    | Alexis Best |           |
| 2008 | Jack Rio            | Lisa        |           |
| 2008 | Mother Goose Parade |             | Telefilme |

### Televisão
| Ano  | Título                   | Papel               | Notas        |
| ---- | ------------------------ | ------------------- | ------------ |
| 2003 | America's Next Top Model | Ela mesma           | Reality show |
| 2003 | Half & Half              | Roberta             | 2 episódios  |
| 2004 | Rock Me, Baby            | Ela mesma           | 1 episódio   |
| 2005 | Ballbreakers             |                     | Série de TV  |
| 2005 | Hot Properties           | Danushka            | 1 episódio   |
| 2005 | The Surreal Life         | Anfitriã            | 11 episódios |
| 2006 | E! True Hollywood Story  | Ela mesma           | 1 episódio   |
| 2006 | Gameshow Marathon        | Panelist            | 1 episódio   |
| 2006 | In the Mix               | Convidada           | 1 episódio   |
| 2008 | Gimme My Reality Show!   | Jurada              | 1 episódio   |
| 2010 | Playboy Shootout         | Jurada convidada    | 1 episódio   |
| 2010 | Totally Tracked Down     | Ela mesma           | 1 episódio   |
| 2010 | Dancing with the Stars   | Membro da Audiência | 1 episódio   |
| 2012 | Fan Wars                 | Jurada              | 4 episódios  |

### Como produtora
| Ano  | Título                      |
| ---- | --------------------------- |
| 2007 | Chris & Adrianne Do Russia  |
| 2008 | My Fair Brady               |
| 2009 | My Antonio                  |
| 2012 | Adrianne Curry's Super Fans |